# 산요아카시역
산요아카시역(일본어: 山陽明石駅, さんようあかしえき)은 일본 효고현 아카시시에 있는 산요 전기철도 본선의 역이다. 역 번호는 SY 17이다.
서일본여객철도(JR 서일본) 산요 본선(JR 고베 선) 아카시역 남쪽에 인접하고 있다. 전 열차가 정차한다.

## 역 구조
대피 설비를 갖춘 섬식 승강장 2면 4선의 고가역이다. 개찰구는 동서에 1곳씩 있고, 기본적으로 역무원은 서쪽 개찰구에만 배치된다.

### 승강장
| 1・2 | ■ 본선(하행) | 히메지・아보시 방면 |  |
| 3・4 | ■ 본선(상행) | 고베・오사카 방면   |  |

- 내측 2선(2,3번 선)이 주로 본선, 외측 2선(1,4번 선)이 대피선이다.

## 역 주변
- 국도 제2호선
- 서일본여객철도 산요 본선(JR 고베 선) 아카시역
- 아카시성
- 아카시 시청
- 아카시 시민회관
- 아카시 공원
- 아카시 시립 문화박물관
- 아카시 시립 천문과학관

## 역사
- 1917년 4월 12일: 효고 전기궤도의 효고 ~ 아카시 구간 완공 시 아카시에키마에역으로 개업.
- 1923년 8월 19일: 고베히메지 전기철도의 아카시 ~ 히메지 구간의 개통으로 본 노선의 아카시역 설치.
- 1927년
  - 1월 1일: 효고 전기궤도가 우지가와 전기에 합병되면서 본 노선의 아카시 역은 본 회사의 역이 됨.
  - 4월 1일: 우지가와 전기에 의한 합병으로 본 회사의 역이 됨.
  - 12월 6일: 옛 고베히메지 전기철도 아카시에키마에 역의 서쪽에서 구・효고 전기궤도 아카시에키마에 역 사이에 연결선을 만들어 옛 고베히메지 전기철도의 아카시 역을 구 효고 전기궤도의 역으로 이전 및 통합.
- 1928년 8월 28일: 효고 ~ 히메지 간 직통 운전 개시.
- 1931년 12월 22일: 아카시에키마에 ~ 아카시 역 구간 폐지.
- 1933년 6월 6일: 우지가와 전기 철도 부문이 분리되어 산요 전기철도의 역이 됨.
- 1934년 9월 18일: 새로 설정된 특급의 정차역이 됨.
- 1943년 11월 20일: 전철 아카시 역으로 역명 변경.
- 1944년 4월 20일: 특급 운행 중지.
- 1949년 4월 15일: 특급 운행 재개, 다시 정차역이 됨.
- 1991년
  - 4월 3일: 아카시 시내 연속 입체화 공사로 인한 고가화 완성.
  - 4월 7일: 산요아카시역으로 역명 변경.
- 1995년
  - 1월 17일: 한신・아와지 대지진으로 산요 전철 본선이 불통이 되어 다음날(1월 18일)에 영업을 재개하였지만 본 역부터 니시다이 구간은 불통이 됨.
  - 1월 27일: 가스미가오카 ~ 산요아카시 간 운행 재개(동년 6월 18일 전 구간 복구).
- 2012년 5월: 새로운 운행 시스템 도입에 따라 풀컬러 LED 발차표와 접근 및 발차 멜로디의 도입 개시.

## 사진

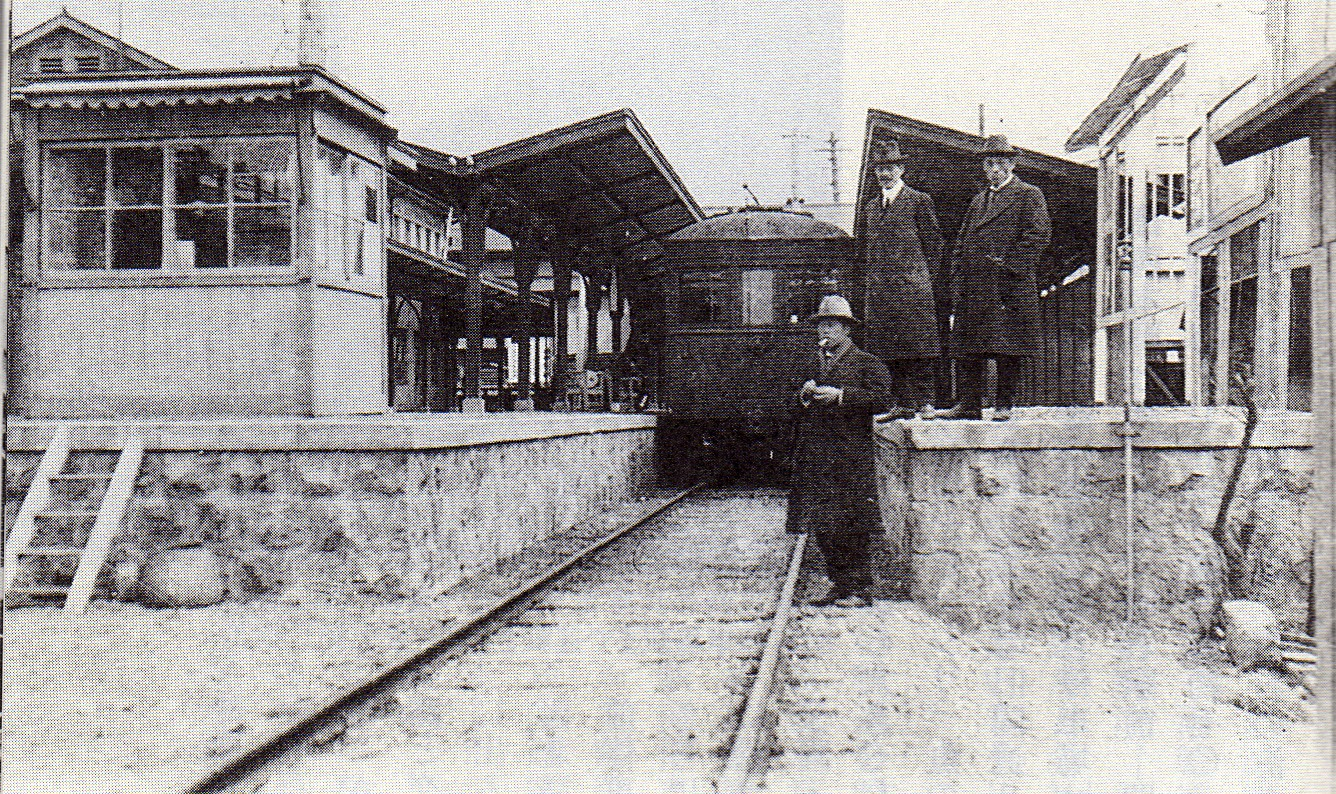
1924년의 아카시에키마에 역(당시 역명)

## 인접역
| 산요 전기철도 ■ 본선                     | 산요 전기철도 ■ 본선 | 산요 전기철도 ■ 본선               |
| ---------------------------------------- | -------------------- | ---------------------------------- |
| SY 13 마이코코엔 우메다・니시다이 방면   | ■ 직통특급           | 히가시후타미 SY 25 산요히메지 방면 |
| SY 12 가스미가오카 우메다・니시다이 방면 | ■ S특급              | 후지에 SY 20 산요히메지 방면       |
| SY 16 히토마루마에 우메다・니시다이 방면 | ■ 보통               | 니시신마치 SY 18 산요히메지 방면   |